# Aégis
Aégis (с англ. — «Эгида») — третий альбом норвежской метал-группы Theatre of Tragedy. Был выпущен в 1998 году на лейбле Massacre Records. Представляет собой концептуальный альбом, повествующий о мифических женщинах. На диске впервые почти отсутствует гроулинг Раймонда, запевшего чистым вокалом в готик-рок-манере (исключение — композиции «Venus» и «Bacchante»). Стилистика альбома приобрела более атмосферное электронное звучание за счёт обильного использования синтезаторных аранжировок.

## Список композиций
| №                   | Название                                                | Длительность |
| ------------------- | ------------------------------------------------------- | ------------ |
| 1.                  | «Cassandra»                                             | 6:49         |
| 2.                  | «Lorelei»                                               | 5:37         |
| 3.                  | «Angélique»                                             | 5:46         |
| 4.                  | «Aœde»                                                  | 6:11         |
| 5.                  | «Siren»                                                 | 7:30         |
| 6.                  | «Samantha» (бонус-трек лимитированного издания альбома) | 4:12         |
| 7.                  | «Venus»                                                 | 5:33         |
| 8.                  | «Poppæa»                                                | 5:47         |
| 9.                  | «Bacchante»                                             | 6:43         |
| 10.                 | «Virago» (бонус-трек японского издания альбома)         | 5:21         |
| Общая длительность: | Общая длительность:                                     | 59:29        |

## Тематика
Все песни названы в честь известных мифологических женщин. Как и на предыдущих альбомах, все тексты написаны на ранненовоанглийском языке, существовавшем в XV—XVII веках, исключение составляет песня «Venus» с текстом на латыни.
- Кассандра — троянская прорицательница из греческой мифологии, упомянутая в «Илиаде».
- Лорелей — речная дева Рейна из поэмы Клеменса Брентано.
- Анджелика — дева-воительница, героиня поэмы «Неистовый Роланд».
- Аониды — музы искусства из греческой мифологии.
- Сирены — морские девы из греческой мифологии, своими песнями заманивающие моряков к погибели.
- Венера в римской мифологии — богиня любви.
- Поппея Сабина — жена римского императора Нерона.
- Вакханки — неистовые жрицы бога вина и празднеств Вакха (Диониса).

## Участники записи
- Лив Кристин — вокал
- Раймонд Иштван Рохони — вокал
- Франк Клауссен — гитара
- Томми Ольссон — гитара
- Лоренц Аспен — синтезатор
- Эйрик Тьелта Салтро — бас-гитара
- Хайн Фроде Хансен — ударные

## Места в чартах
| Chart (1998)            | Peak position |
| ----------------------- | ------------- |
| Чарты GfK Entertainment | 40            |